# Vysoká hra (film)
Vysoká hra je dvoudílný krimithriller z produkce České televize (2020). Televizní film, dílo režiséra a scenáristy Jiřího Svobody (Sametoví vrazi), našel inspiraci v románu Václava Lásky Advokát (2008). Pojednává o přemíře korupce v současné české politice. Dle televize se v něm objevuje „několik konkrétních kriminálních kauz, jež dosud nebyly právně dořešeny a jejichž pozadí je mnoha divákům neznámé“. První díl měl premiéru 26. ledna, druhý následoval o týden později (2. února 2020).

## Obsazení
| Richard Krajčo   | pplk. Tomáš Krása |
| Anna Fixová      | Simona Burešová   |
| Ondřej Vetchý    | Židlický          |
| Miroslav Donutil | Zdeněk Morávek    |
| Martin Finger    | Smrček            |
| Tomáš Töpfer     | Josef Macháček    |

## Kritika
- Mirka Spáčilová, iDNES.cz 45 %[2]
- Eva Vejdělková, Právo 50 %[3]

M. Spáčilová: "Postavy jsou střižené podle téhož vzoru polistopadového prohnilého cynismu, jenž v notně nadsazeném výskytu hraničí s parodií... Česká televize si Vysokou hrou splnila propagační účely, vystupují tu její reální moderátoři, nicméně po žánrově příbuzném Stockholmském syndromu šla výrazně dolů. Na jeho původnost ani osobitost novinka zdaleka nemá."
Eva Vejdělková seznala, že detektivku ve Vysoké hře potápí klišé – hlavním a těžko porazitelným pachatelem je mafiánský politický systém; namísto temného, napínavého thrilleru s omračujícím finále se divákovi nabízí depresivně bezútěšný snímek, uzavírající se sám do sebe; své hlavní sdělení dožvýkává až do tragického konce (recenze v deníku Právo).